# Panajot Panajotov
Panajot Mitov Panajotov (Bulgaars: Панайот Митов Панайотов) (Sofia, 30 december 1930 - aldaar, 1996) was een Bulgaars voetballer. Hij heeft gespeeld bij Sportist Sofia, Tsjerveno Zname en CSKA Sofia.

## Loopbaan
Panajotov maakte zijn debuut voor Bulgarije in 1952. Hij heeft 45 wedstrijden gespeeld voor de nationale ploeg en hij heeft 5 doelpunten gescoord. Hij zat in de selectie die deed mee aan het voetbaltoernooi op de Olympische Zomerspelen 1956, waar Bulgarije een bronzen medaille won.

## Erelijst
- Parva Liga (11) : 1951, 1952, 1954, 1955, 1956, 1957, 1958, 1958–1959, 1959–1960, 1960–1961, 1961–1962 (CSKA Sofia)
- Bulgarije beker (4) : 1951, 1954, 1955, 1961 (CSKA Sofia)
- Olympische Zomerspelen 1956 : 1956 (Brons)